# The Fox and the Hound 2
Brasil: O Cão e a Raposa 2 / Portugal: Papuça e Dentuça 2 (título original: The Fox and the Hound 2), é um filme de animação e comédia musical lançado diretamente em DVD em 2006, como continuação do sucesso dos estúdios Disney, The Fox and the Hound. O filme foi produzido por DisneyToon Studios, dirigida por Jim Kammerud, e lançado pela Walt Disney Pictures e Buena Vista em 12 de dezembro 2006 em Estados Unidos. Conta com as vozes de atores famosos, como Patrick Swayze e Reba McEntire. Na lista sonora encontra-se a música "You Know I Will", interpretada por Lucas Grabeel, conhecido mundialmente pelo seu papel Ryan Evans na trilogia High School Musical e também conta com a participação da cantora gospel Raquel Mello, ex-integrante do grupo vocal Kades Singers cantando as músicas "Além do Céu Azul", "Bom Moço, Mas Sem Osso" e "Temos Harmonia" e nas outras ela faz apenas back-vocal.
O filme tinha um álbum da trilha sonora oficial lançado em 21 de novembro de 2006.

## Enredo
A história do filme se passa durante a infância de Dodó e Toby, nas quais, os dois vão escondidos a um grande festival da feira e Toby, descobrindo um grande talento para a música, é tentado a participar de uma banda de cachorros cantores lideradas pelo charmoso vira-lata Cash. Sendo deixado de lado pelo amigo, Dodó decide trazer Toby de volta para o seu lado, contando com a ajuda da fútil cadela Dixie, membro do grupo e paixão de Cash.
Personagens do clássico de 1981, como os rabugentos Samuel Guerra e seu cão Chefe e a doce Viúva Tita estão de volta nessa continuação.

## Elenco
- Jonah Bobo como Dodó
- Harrison Fahn como Toby
- Patrick Swayze como Cash
- Reba McEntire como Dixie
- Jeff Foxworthy como Lyle
- Vicki Lawrence como Vovó Rose
- Rob Paulsen como Chefe
- Jim Cummings como Waylon e Floyd
- Stephen Root como o caçador de talentos